# Tingena innotella
Tingena innotella är en fjärilsart som först beskrevs av Walker 1864a.  Tingena innotella ingår i släktet Tingena och familjen praktmalar. Inga underarter finns listade i Catalogue of Life.